# Галликанский обряд
Галлика́нский обря́д (лат. Ritus Gallicanus) — один из древних Западных литургических обрядов, практиковавшийся в IV—VIII веках в Галлии, возникшем впоследствии на её территории Франкском королевстве, а также в других регионах Западной Европы. При Карле Великом было принято решение об отказе от галликанского обряда и переходе на римский обряд. Отдельные элементы обряда перешли в литургическую практику римского обряда.

## Происхождение
По одной из версий, обряд, названный галликанским, зародился в Антиохии, а затем в IV веке через Милан проник на Запад. 
Палмер в работе «Origines liturgicae» выдвинул теорию, что галликанский обряд появился первоначально в Лионе из Эфеса в результате деятельности святых Пофина и Иринея, которые узнали об обряде от святого Поликарпа. По другой теории, которая видит прототип обряда в письме Папы Иннокентия I Децентию из Губбио, центром галликанского обряда был Милан.

## Особенности
Главными богослужебными праздниками в обряде были Утрени («Ad Matutinam», «Matutinum») и Вечерни (Луцернарии — «ad Vesperas Lucernarium», «ad Duodecimam»). Основным первоисточником по истории галликанской мессы являются письма святого Германа Парижского (555—576 гг.), на основании которых был восстановлен её чин, включающий, например, интроит с пением антифона и фразу «Dominus sit semper vobiscum», которая считается мосарабской формой «Dominus vobiscum», и кантики, где пелся греческий вариант «Свят, свят, свят» («Αγίος, αγίος, αγίος»), а на Великий пост — «Sanctus Deus angelorum». Другие особенности галликанской мессы — пение Песни Захарии после молитвы Kyrie, диптихи и приветствие мира предваряли анафору, текст самой анафоры менялся в зависимости от календаря.
Церковный год начинался с Адвента
В XX веке во Франции отдельными православными общинами западного обряда предпринимались попытки возрождения галликанского обряда.

## Галликанская месса
- Интроит
- Гимн
- Kyrie
- Чтение Ветхого Завета, Посланий апостолов и Евангелия.
- Проповедь
- Отпуск оглашенных.
- Офферторий
- Sanctus
- Отче наш
- Благословение
- Причастие

=